# Saul J. Turell
Saul Judah Turell (* 20. Januar 1921 in New York City; † 10. April 1986 in New Rochelle, Vereinigte Staaten) war ein US-amerikanischer Dokumentarfilmer (Filmregisseur, Drehbuchautor, Filmproduzent, Filmeditor) und Oscarpreisträger.

## Leben und Wirken
Nach seinem Militärdienst im Zweiten Weltkrieg stieß Saul Turell 1946 in die Filmbranche, als er in diesem Jahr die Firma Sterling Films gründete, mit der der gebürtige New Yorker Informationsfilme produzierte und Fernsehfilme vertrieb. Eine weitere Firmengründung, die Sterling Communications, wurde später zur Manhattan Cable. Mit Janus Films, einer von ihm 1966 gegründeten Firma, der er 20 Jahre lang als Präsident vorstand, vertrieb Turell Filmklassiker legendärer Regisseure wie François Truffaut, Ingmar Bergman, Jean Renoir, Orson Welles und Alfred Hitchcock. 
Zwischen 1957 und 1961 produzierte und schrieb der bekennende Cineast einzelne Folgen der von Ernie Kovacs präsentierten Reihe Silents Please, die in Deutschland unter dem Titel Aus den Kindertagen des Films ausgestrahlt wurden. Eine weitere Reihe des filmbegeisterten New Yorkers war Hollywood: The Golden Years, die Turell gemeinsam mit David L. Wolper produzieren ließ und durch die die Tanzlegende Gene Kelly führte. Turells letzte bedeutsame Arbeit war ein 1979 veröffentlichtes halbstündiges Filmporträt des schwarzen Sängers, Schauspielers und (einst) bekennenden Kommunisten Paul Robeson, für das Turell 1980 mit einem Oscar in der Kategorie „Bester Kurzdokumentarfilm“ ausgezeichnet wurde. Turell hatte zwei Söhne und eine Tochter.

## Filmografie
- 1959: Capt’n Sailorbird (TV-Serie, Produktion)
- 1960: Aus den Kindertagen des Films (Silents Please) (Produktion, Drehbuch)
- 1961: The Legend of Rudolph Valentino (Regie, Produktion, Drehbuch, Schnitt)
- 1962: The Great Chase (Drehbuch)
- 1963: Hollywood: The Great Stars (Produktionsleitung)
- 1965: Göttinnen der Liebe (The Love Goddesses) (Regie, Produktion, Drehbuch)
- 1976: Von Ben Hur bis Hollywood (The Art of Film) (Produktion, Drehbuch, Schnitt)
- 1979: Paul Robeson: Tribute to an Artist (Regie, Drehbuch)